# 蓝额矛嘴蜂鸟
蓝额矛嘴蜂鸟（学名：Doryfera johannae）是雨燕目蜂鸟科的一种鸟类。
蓝额矛嘴蜂鸟体重约4.81克，翼长约52.8毫米，嘴峰长约30.6毫米，喙宽度约1.9毫米，喙厚度约1.9毫米，跗蹠长约5.3毫米，尾长约28.2毫米。蓝额矛嘴蜂鸟在其分布区内为留鸟，其栖息在密集的高大树木组成的森林中，食性为草食性，主要食物来源是植物的花蜜。

## 亚种
- ：分布于哥伦比亚东南部和厄瓜多尔东部的安第斯山脉东部地区至秘鲁东北部。
- ：分布于委内瑞拉南部、圭亚那南部和邻近的巴西北部。[4]